# Craniophora pacifica
Craniophora pacifica är en fjärilsart som beskrevs av Nikolai Nikolaievich Filipjev 1927. Craniophora pacifica ingår i släktet Craniophora och familjen nattflyn. Inga underarter finns listade i Catalogue of Life.